# کشورهای متحد عربی
کشورهای متحد عربی (عربی: الدول العربية المتحدة) یک کنفدراسیون کوتاه مدت شامل جمهوری متحده عربی (مصر و سوریه) و پادشاهی یمن در سالهای (۱۹۵۱–۱۹۶۱) بود.
در تاریخ ۸ مارس ۱۹۵۸، رئیس‌جمهور جمال عبدالناصر و شاهزاده سیف الاسلام البدر، توافقنامه «اتحادیه جمهوریهای متحد عربی» را امضا کردند. امضای این توافقنامه «کشورهای متحد عربی» همزمان با اعلام توافقنامه اتحادیه عرب بود.

## متن توافق‌نامه
کنوانسیون تصریح می‌کند:
- ایجاد یک فدراسیون به نام «کشورهای متحد عربی» به کشورهایی که مایل به پیوستن به آن هستند فرصت می‌دهد که با حفظ شخصیت بین‌المللی خود؛ سیستم حکومتی خاص خودش را داشته باشد.
- شهروندان اتحادیه باید در برابر حقوق و وظایف عمومی برابر باشند؛ همچنین هر شهروند دارای حق کار و داشتن مسولیتهای عام بدون تبعیض در داخل کشورهای عضو می‌باشند.
- آزادی تردد بین کشورهای متحد عربی - در محدوده قانون - تضمین شده باشد و کشورهای عضو از سیاست خارجی واحدی که توسط کشورهای متحد عربی وضع می‌شود پیروی کنند و نمایندگی سیاسی و کنسولگری را همان گونه که اتحادیه تصمیم‌گیری می‌کند، نمایندگی می‌نمایند.
- اتحادیه باید یک نیروی مسلح داشته باشد. این سازمان باید مسائل اقتصادی را بر اساس برنامه‌هایی که برای توسعه تولید، بهره‌برداری از منابع طبیعی و هماهنگی فعالیت‌های اقتصادی توسعه یافته‌است، سازماندهی کند. قانون بعداً امور مربوط به پول نقد، اتحادیه گمرکی و مراحل و وسایل هماهنگی یادگیری و فرهنگ در اتحادیه را تنظیم می‌کند.
- شورای عالی متشکل از روسای جمهور کشورهای عضو است، شورای عالی در راه‌اندازی شورای کشورهای متحد عربی کمک‌ کار خواهد بود که این شورا شامل تعداد مساوی از نمایندگان کشورهای عضو می‌باشد تعداد اعضاء و مدت عضویت و احکام مربوط به این شورا را قانون مشخص می‌کند.

شورا بر امور کشورهای متحد عربی نظارت می‌کند و به اعمال قدرت خود در شورای عالی کمک می‌کند. شورا باید از تعداد معینی از نمایندگان کشورهای عضو تشکیل شود. شورا حق تعیین تعداد اعضای هیئت مدیره و شرایط دفتر را دارد.
- ریاست کشورهای متحد عربی به تناوب از میان کشورهای عضو خواهد بود.
- شورای کشورهای متحد عربی از سه نهاد تشکیل شده‌است: شورای دفاع، شورای اقتصادی و شورای فرهنگی. قوانین در کشورهای عضو لازم‌الاجراء است. رئیس‌جمهور هر کشور یک نفر را به عنوان وزیر منصوب می‌کند که مسئولیت او نظارت بر اجرای تصمیمات اتحادیه در آن کشور خواهد بود.
- لغو نمایندگی سیاسی در میان کشورهای عضو موجب اجرای قوانین گمرکی در کشورهای عضو می‌شود.